# 354년

## 연호
- 동진(東晉) 영화(永和) 10년
- 전량(前凉) 건흥(建興) 42년 / 화평(和平) 원년
- 전연(前燕) 원새(元璽) 3년
- 전진(前秦) 황시(皇始) 4년
- 대(代) 건국(建國) 17년

## 기년
- 동진(東晉) 목제(穆帝) 10년
- 신라(新羅) 흘해 이사금(訖解泥師今) 45년
- 고구려(高句麗) 고국원왕(故國原王) 24년
- 백제(百濟) 근초고왕(近肖古王) 9년

## 사건
- 훈족과 알란족의 전쟁이 끝나다. 352년부터 전쟁하였다.

- 동진(東晉)의 환온(桓溫)이 은호(殷浩)를 탄핵시키고 군권을 장악하였다. 전진을 공격하여 장안 근처까지 진군했으나 군량 부족으로 퇴각했다.